# Acantholimon bonesseae
Acantholimon bonesseae är en triftväxtart som beskrevs av Ahmed Ahmad Parsa. Acantholimon bonesseae ingår i släktet Acantholimon och familjen triftväxter. Inga underarter finns listade i Catalogue of Life.